# Valle Grande (departamento)
Valle Grande é um departamento da província de Jujuy.